# Handewitt

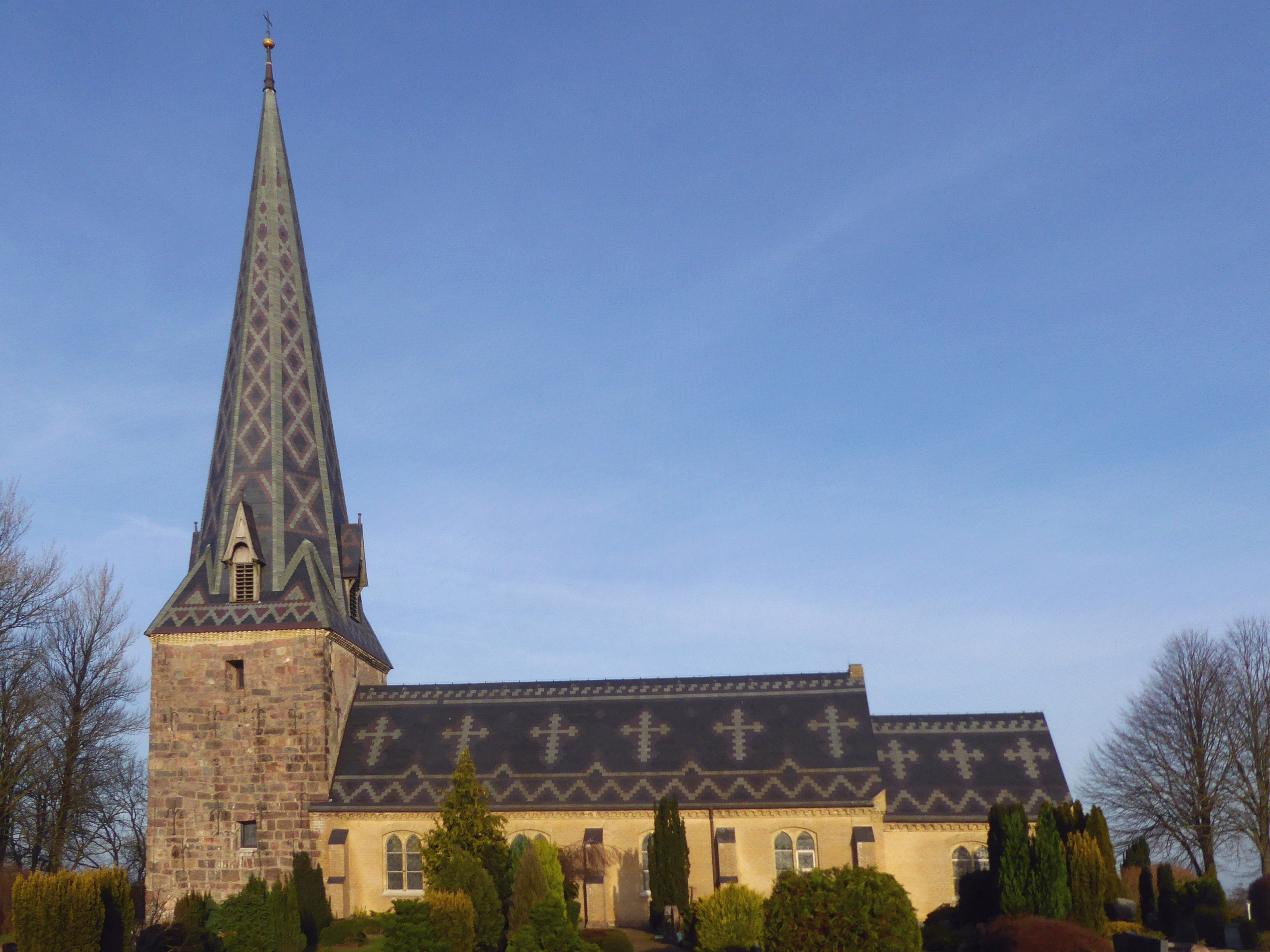
Kirche aus 13. bzw. 19. Jahrhundert in Handewitt (2019)

Handewitt (dänisch Hanved) ist eine Gemeinde im Kreis Schleswig-Flensburg in Schleswig-Holstein. Der heutige Gebietszuschnitt entstand am 1. März 2008 bei der Fusion der beiden Vorgängergemeinden Handewitt und Jarplund-Weding und der Auflösung des Amtes Handewitt.

## Geographie

### Geographische Lage
Das Gemeindegebiet erstreckt sich im Norden des Naturraums Schleswiger Vorgeest unmittelbar an der Staatsgrenze zu Dänemark. Höchstgelegene Stelle im Gemeindegebiet ist der Trommelberg (dänisch Trimmelbjerg, abgeleitet von dänisch trimle ‚purzeln‘, ‚rollen‘) im Handewitter Forst mit einer Höhe von 62,1 m ü. NHN bei Lage.

### Ortsteile
Neben dem namenstiftenden Hauptort umfasst die Gemeinde zusätzlich die Ortschaften und Ansiedlungen Ellund, Ellundbrück, Ellundfeld, Gottrupel (dänisch Gottrupelle), Altholzkrug (dänisch Gammel Skovkro), Handewitt-Busch, Handewitt-Kolonie (auch: Handewittfeld (dänisch Hanvedmark) genannt), Handewitt West, Haurup (dänisch Havrup), Hoffnung, Hüllerup (dänisch Hyllerup), Jarplund (dänisch Jaruplund), Kolonistenkrug, Langberg (dänisch Langbjerg), Neuholzkrug (dänisch Ny Skovkro), Simondys, Timmersiek (dänisch Timmersig), Timmersiekfeld, Unaften (dänisch Ondaften), Weding (dänisch Vedding, auch Veding) und Westerlund (dänisch Vesterlund).

### Nachbargemeinden
Direkt angrenzende Gemeindegebiete von Handewitt sind:
|                          | Kommune Apenrade (Dänemark)                 |                                        |
| Osterby, Wallsbüll, Meyn | Kompassrose, die auf Nachbargemeinden zeigt | Harrislee, Stadt Flensburg, Freienwill |
| Großenwiehe              | Wanderup, Oeversee                          |                                        |

### Landschaft
Der Handewitter Forst und der Ellunder Wald befinden sich im Gemeindegebiet.

## Geschichte

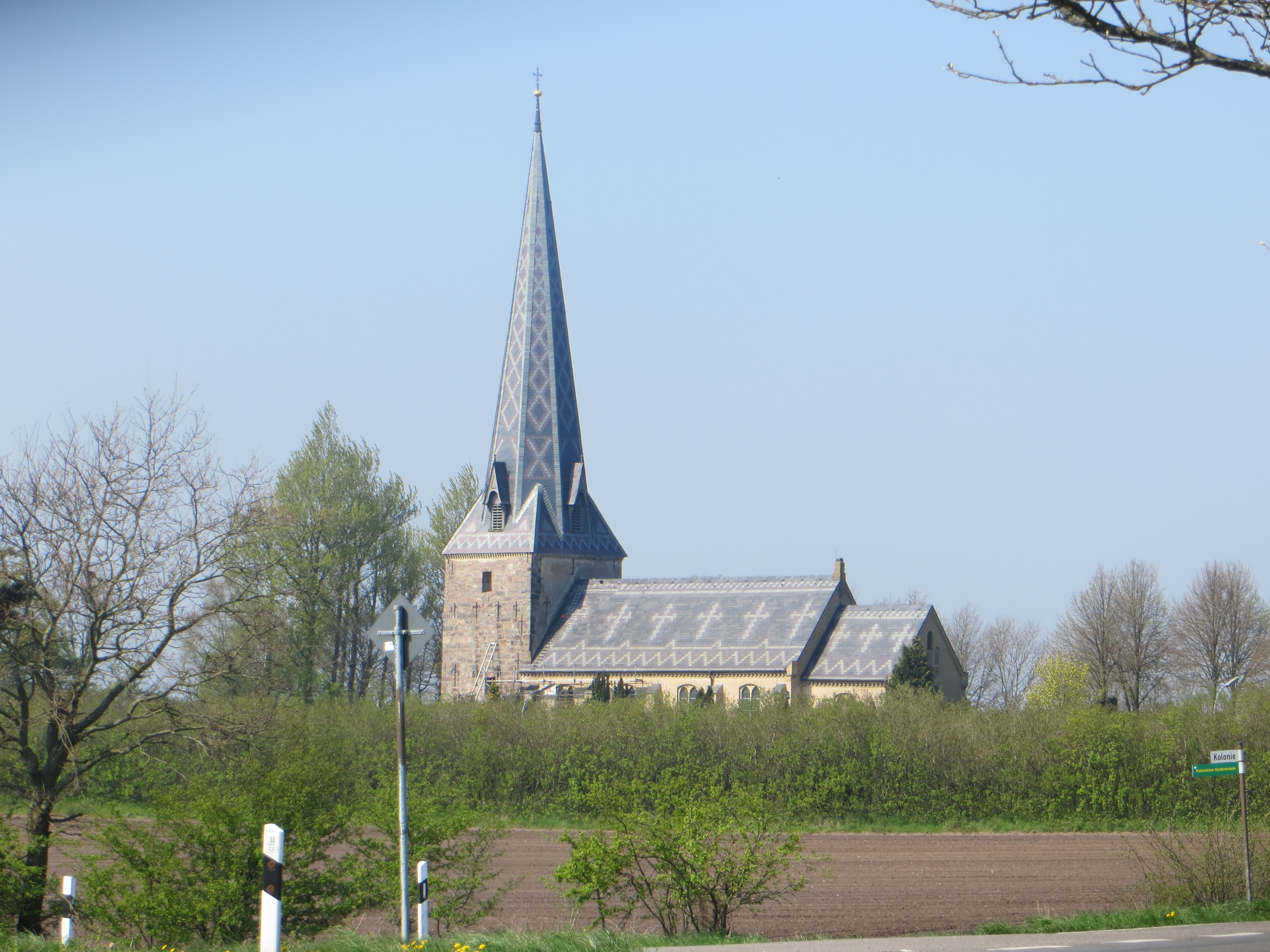
Kirche Handewitt (2014)

Der Ort Handewitt wurde erstmals 1231 im Waldemar-Erdbuch als Hanaewith dokumentiert. Der Ortsname geht etymologisch zurück auf dän. hane (Hahn) und altdän. with (neudän. ved, Wald) und bedeutet etwa Wald, in dem Hähne sind oder auch Wald des Hane.
Handewitt liegt am Ochsenweg (dänisch Hærvejen), der als historischer Handelsweg in nord-südlicher Richtung durch ganz Jütland führt. Der Ort erwuchs zum Hauptort der Wiesharde.
Die auf dem Langberg errichtete Kirche Handewitt wurde im 13. Jahrhundert erbaut und 1883/84 nach einem Blitzschlag im neugotischen Stil durch die Architekten Alexander Wilhelm Prale und Nielsen unter Einbeziehung des alten Turmes neu errichtet. 1965 schuf Charles Crodel das Turmfenster und ein Kreuzigungsfenster für die evangelische Kirche.
Die Ortsteile Handewitt-Kolonie und Christiansheide sowie Kolonistenkrug entstanden 1761, als König Friedrich V. Menschen aus der Pfalz und Hessen im Ort ansiedelte, nachdem seine Ländereien zerstört worden waren.
Nach dem Deutsch-Dänischen Krieg 1864 kam der Ort zu Preußen und somit zu Deutschland. Bei der Volksabstimmung 1920 über die nationale Zugehörigkeit der Region stimmten in Handewitt 309 Einwohner (81,53 %) für Deutschland und 70 (18,47 %) für Dänemark (im gesamten Kirchspiel Handewitt waren es 1419 (70,91 %) für Deutschland und 582 (29,09 %) für Dänemark).
Zum Ende des Zweiten Weltkrieges flüchteten zahlreiche, stark belastete Nationalsozialisten über die Rattenlinie Nord in Richtung Flensburg, denn dort, im Flensburger Ortsteil Mürwik, entstand der Sonderbereich Mürwik mit der letzten Reichsregierung unter Karl Dönitz. In Flensburg war es ihnen möglich, falsche Papiere zu erhalten, um anschließend unterzutauchen. Am Abend des 11. März 1946 wurde auf einem Hof im Ortsteil Gottrupel so auch der dort unter dem Falschnamen Franz Lang lebende Rudolf Höß, der Kommandant des Konzentrationslagers Auschwitz, von einer britischen Spezialeinheit festgenommen.
Die bis 2008 bestehende Gemeinde Handewitt entstand am 24. März 1974 durch die Zusammenlegung der Gemeinden Handewitt, Ellund, Gottrupel, Timmersiek, Haurup und Hüllerup.
Die Gemeinde Jarplund-Weding entstand am 24. März 1974 durch den Zusammenschluss der Gemeinden Jarplund und Weding. 2008 fusionierten die Gemeinden Handewitt und Jarplund-Weding.
Seit ungefähr 2015 ist Flensburg selbst so stark nachverdichtet, dass dort kaum noch neuer Wohnraum geschaffen werden kann. Das Wachstum der Stadt und des Umlandes wird dadurch gehemmt und das Thema Eingemeindung von Handewitt spielt daher wieder eine Rolle. Die Bevölkerungsprognose für 2030 geht davon aus, dass Handewitt bis dahin um 500 Menschen wachsen wird. Seit 2016 plant Handewitt daher ein neues Wohngebiet westlich der Straße Wiesharder Markt, der Stadt Flensburg abgewandt (Lage).

## Politik

### Gemeindevertretung
- CDU: 9
- Grüne: 3
- SPD: 3
- SSW: 7
- KWG: 6

Die Gemeindevertretung ist die kommunale Volksvertretung der Gemeinde Handewitt. Über die Zusammensetzung entscheiden die Bürger alle fünf Jahre. Die letzte Kommunalwahl fand am 14. Mai 2023 statt. Diese führte bei einer Wahlbeteiligung von 49,5 % zu nebenstehender Zusammensetzung der Gemeindevertretung.

### Wappen
Blasonierung: „Von Gold und Grün erhöht geteilt. Oben ein schreitender blauer Löwe, unten ein aus je acht nach außen gestellten Blättern und Eicheln abwechselnd geflochtener goldener Eichenkranz.“
Der Löwe verdeutlicht die Zugehörigkeit der Gemeinde zum Kreis Schleswig-Flensburg und die Nähe zu Dänemark. Er wurde mit gleicher Bedeutung bereits im Wappen der alten Gemeinde Handewitt geführt. Die Farbgebung entspricht der des Kreises.
Der achtblättrige Eichenkranz symbolisiert die Vereinigung der acht ehemaligen Gemeinden, die die heutige Gemeinde Handewitt bilden. Die Farbgebung Grün und Gold und die Figur des Eichenblattes sind dem Wappen der ehemaligen Gemeinde Jarplund-Weding entnommen.

### Flagge

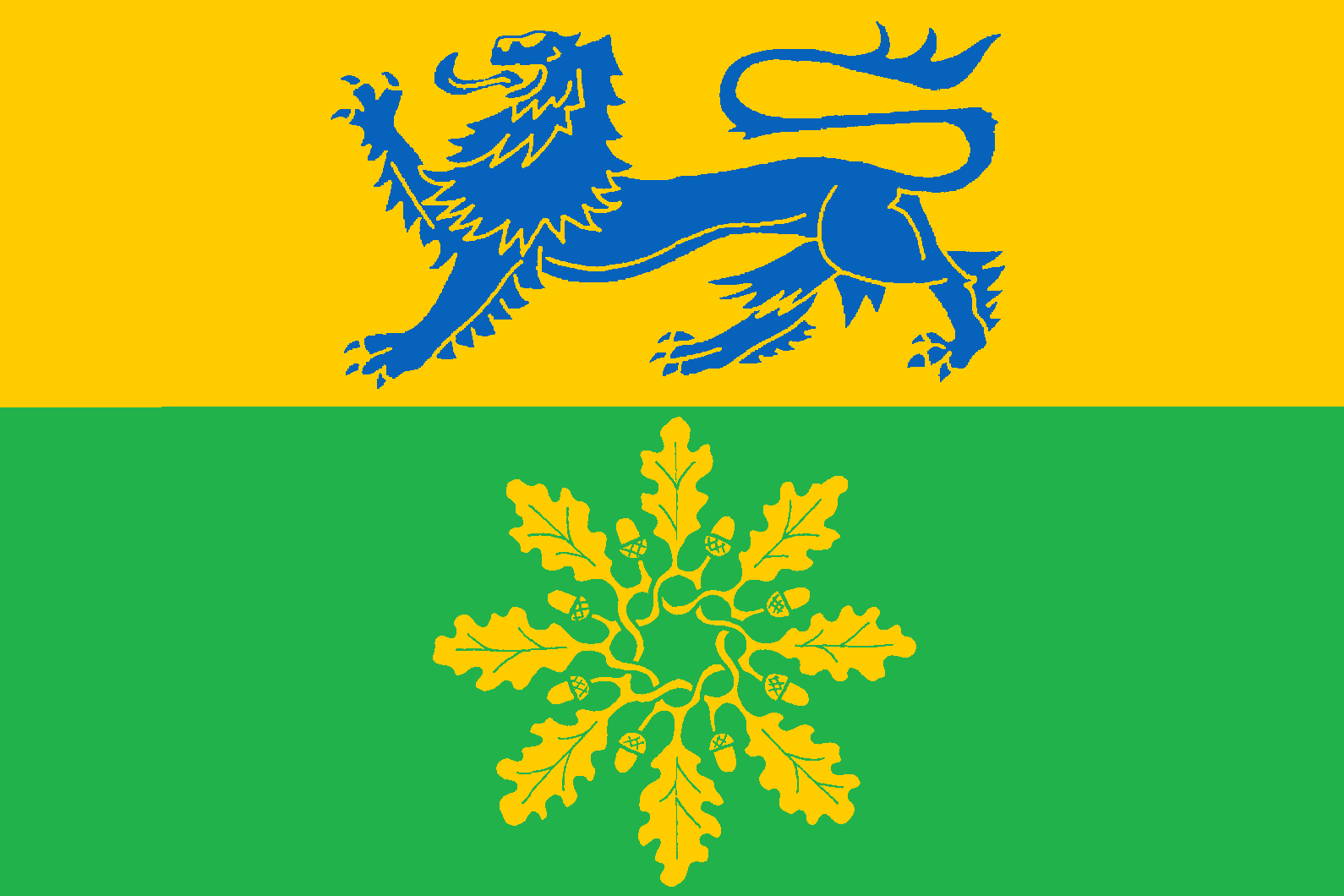
Gemeindeflagge

Blasonierung: „Auf dem in einen schmäleren gelben Streifen oben und einen breiteren grünen Streifen unten geteilten Flaggentuch die Figuren des Gemeindewappens in flaggengerechter Tinktur.“

### Altes Wappen und alte Flagge

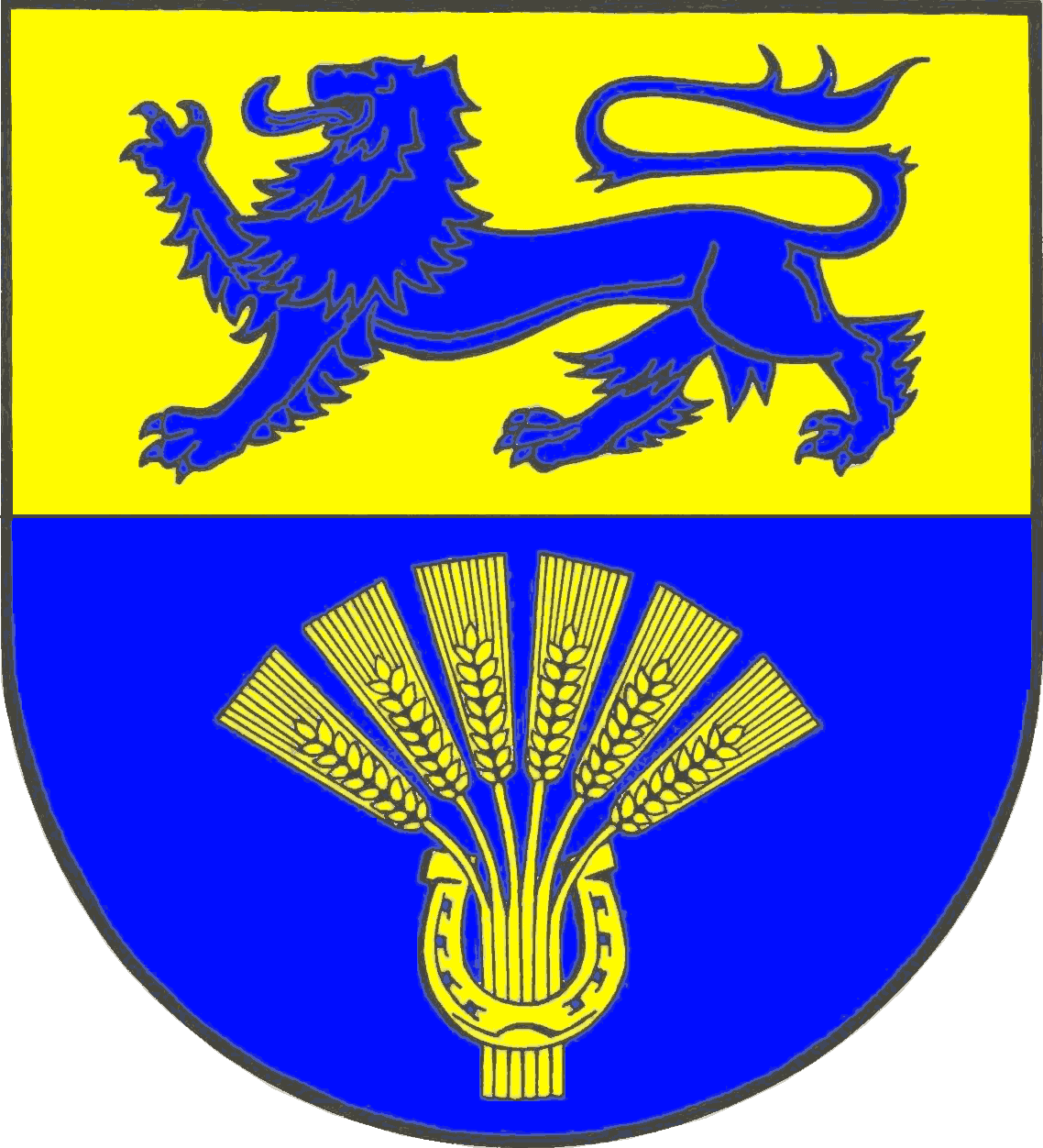
Wappen vor 2008

Die bis zum 29. Februar 2008 bestehende Gemeinde Handewitt führte seit 1988 ein Wappen mit folgender Blasonierung: „Von Gold und Blau erhöht geteilt. In verwechselten Farben oben ein schreitender Löwe, unten sechs mit den Halmen aneinander gestellte begrannte Getreideähren, die Halme überdeckt mit einem Hufeisen, dessen Stollen nach oben gekehrt sind.“
Der Löwe und die Farbgebung versinnbildlichten die Zugehörigkeit zum Kreis Schleswig-Flensburg und dem ehemaligen Herzogtum Schleswig. Die sechs Ähren repräsentierten die Gemeinden, aus denen die Gemeinde Handewitt 1974 in der damaligen Form gebildet wurde.
Das Hufeisen sollte an die frühere Existenz von Vieh- und Pferdemärkten in Handewitt erinnern und die Hoffnung auf eine glückliche Zukunft der Gemeinde ausdrücken.
Seit 1994 führte Handewitt auch eine Flagge, deren Beschreibung wie folgt lautete: „Auf einem, in einen schmaleren gelben Streifen oben und einen breiteren blauen Streifen unten waagerecht geteilten Flaggentuch die Figuren des Gemeindewappens in flaggengerechter Tingierung, etwas aus der Mitte zur Stange hin verschoben.“

### Gemeindepartnerschaft
Handewitt unterhält seit 2004 (damals noch gemeinsam mit der ehemaligen Gemeinde Jarplund-Weding) eine Gemeindepartnerschaft mit Salacgrīva in Lettland.

## Wirtschaft und Infrastruktur

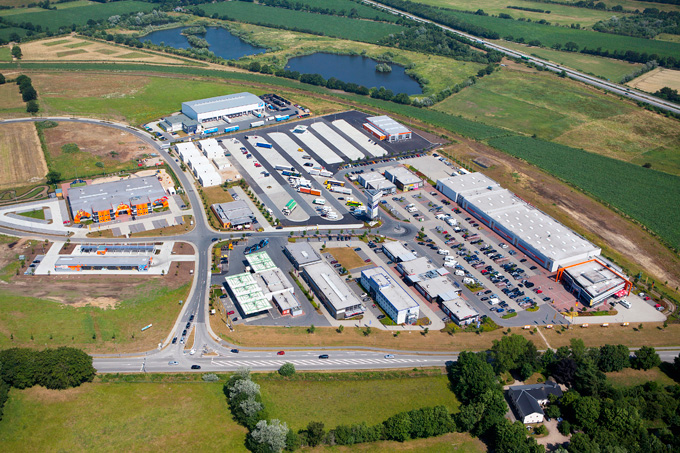
Einkaufs- und Freizeitzentrum Scandinavian Park an der A 7

Die wirtschaftliche Struktur ist nicht homogen. Ellund, Gottrupel, Haurup und Hüllerup sind vorwiegend landwirtschaftlich geprägt, Timmersiek ist eher auf Wohnbebauung ausgerichtet. Aber auch die Zahl der Gewerbebetriebe und Dienstleistungsangebote im Gemeindegebiet steigt. Seit 1993 besteht die Wirtschaftsentwicklungsgemeinschaft Flensburg/Handewitt (WEG), ein Zweckverband, in dessen Rahmen die Stadt Flensburg und die Gemeinde Handewitt bei der Ansiedlung von Gewerbebetrieben zusammenarbeiten. Ein Gewerbegebiet auf Handewitter Boden wird partnerschaftlich aufgebaut und vermarktet. Als sogenanntes skandinavisches Tor bietet sich in direkter Grenz- und Autobahnnähe für Unternehmen ein guter Standort in Handewitt. An der A 7 befindet sich der 125.000 m² große Scandinavian Park, ein 2006 eröffnetes Einkaufs- und Gewerbezentrum, das sich vor allem an Kunden aus Skandinavien wendet. Von hier aus bietet sich dem Reiseverkehr sowohl auf der Nord-Süd-Achse der Autobahn als auch hin zur Westküste und den Inseln ein Einkaufsstopp. In Anlehnung an das erste Unternehmen, das sich hier niedergelassen hat, wurden neue Straßen hier Skandinavien-Damm und -Bogen genannt.
Weitere gewerbliche Schwerpunkte liegen im Gewerbegebiet Heideland im Südwesten der Gemeinde, in Altholzkrug und an der Europastraße. Heute sind Produktionsunternehmen, Hoch- und Tiefbaufirmen, Handwerksbetriebe, Omnibusbetriebe, Handelsunternehmen sowie Banken, Sparkassen und eine Vielzahl weiterer Dienstleistungsunternehmen in der Gemeinde angesiedelt. Im Ortsteil Weding ist der Hauptsitz des Dänischen Bettenlagers, eines internationalen Facheinzelhandels-Sortiments mit dänischen Wurzeln. Auch sind die Angebote zur Deckung des täglichen Bedarfs mit hervorragenden Einkaufsmöglichkeiten gegeben.
Im Ortsteil Handewitt sind eine dänische Grundschule sowie eine Grund- und Gemeinschaftsschule mit Förderzentrum und multifunktionaler Versammlungshalle ansässig. Weiterhin ist Handewitt Standort dreier Kindergärten, darunter ein dänischer, sowie einer öffentlichen Seniorenwohnanlage mit Sozialstation und zweier privater Seniorenwohnstätten.

## Kultur und Sehenswürdigkeiten
In der Liste der Kulturdenkmale in Handewitt stehen die in der Denkmalliste des Landes Schleswig-Holstein eingetragenen Kulturdenkmale der Gemeinde.
Das bedeutsamste Kulturdenkmal der Gemeinde stellt die Kirche mit ihrem Kirchhof dar. Von touristischen Interesse ist ansonsten nur noch die Landschaft Handewitts und die generelle Nähe zu Flensburg, wo wesentlich mehr touristische Ereignisse und Objekte zu finden sind. Westlich der Ortschaft Handewitt liegen die wenigen Überreste der Turmhügelburg Handewitt.
Überregional bekannt und aktiv ist der Shanty-Chor Ellunder Nordlichter unter der Chorleitung von Iveta Jürgensen.

## Bekannte Sagen Handewitts

### Der Riese von Handewitt
Eine Sage berichtet davon, dass in Handewitt einst ein Riese wohnte, der mit dem Nachbarriesen in Großenwiehe, der die dortige St. Laurentiuskirche baute, im Streit war. Einmal sei der Riese von Handewitt so in Zorn gewesen, dass er einen großen Stein nach dem Riesen in Großenwiehe schleuderte. Er verfehlte den Riesen, doch den Stein kann man noch immer in Großenwiehe sehen. Ein anderes Mal soll der Handewitter Riese einen Stein nach der Medelbyer Kirche geschleudert haben, die ebenfalls von einem Riesen errichtet wurde. Auch dieser Stein verfehlte sein Ziel und soll noch heute in Medelby zu betrachten sein. Der Sage nach beschäftigte sich der Handewitter Riese also lediglich mit Streitereien und war nicht hilfreich beim Bau von Kirchen.

### Der schwer tragende Nisse
Auf einem Handewitter Hof, soll einer weiteren Sage nach, einst ein Nisse gewohnt haben. Die koboldhafte Gestalt wurde oft beobachtet, wie sie auf der Dachluke saß. Jedes Jahr zu Heiligabend wurde dem Nisse ein Topf mit Grütze gegeben. Als der Nisse eines Abends zehn Gerstenähren, mit Stöhnen und Ächzen, zur Scheune schleppte, entdeckte ihn der Besitzer des Hofes. Der Hofbesitzer fing an zu lachen und sprach: „Du hast schon eine schwere Last zu tragen!“ Der Nis antwortete ihm sogleich: „Hättest du deinen Mund gehalten, hättest du morgen zehn Zentner Gerste mehr in deiner Scheune gehabt“.

## Sport

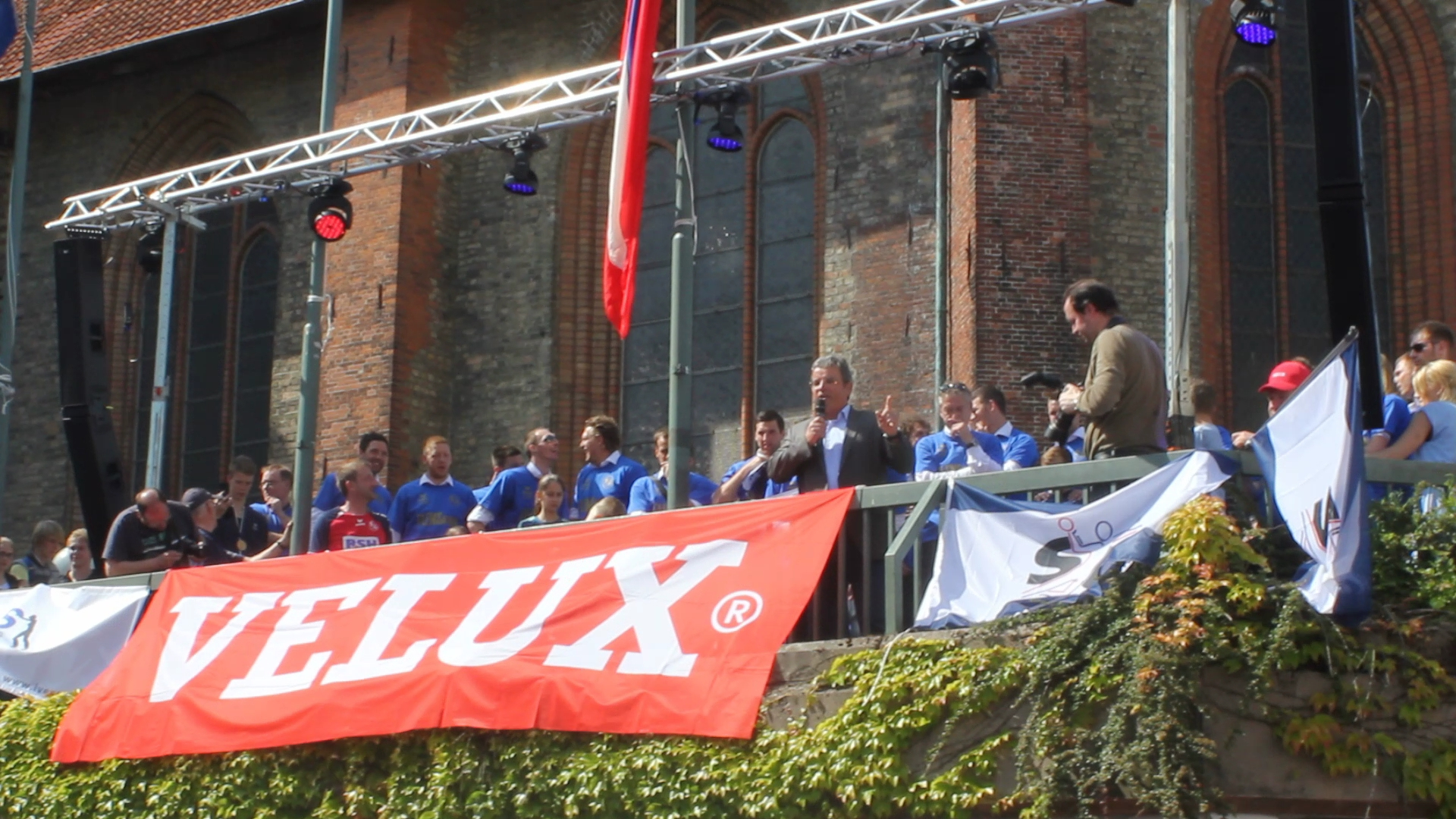
Ein Vertreter der Gemeinde Handewitt begrüßt die SG nach dem Gewinn der Champions League 2014 auf dem Flensburger Südermarkt.

Die Handball-Bundesligamannschaft SG Flensburg-Handewitt ist europaweit bekannt. Sie spielt seit 1992 in der Handball-Bundesliga und gewann 1997 den EHF-Pokal, 1999 den Euro-City-Cup, 2000 und 2012 den DHB-Supercup, 2001 und 2012 den Europapokal der Pokalsieger, 2003, 2004, 2005 und 2015 den DHB-Pokal, 2004, 2018 und 2019 die deutsche Meisterschaft und 2014 die EHF Champions League.
Der Handewitter Sportverein e. V. (HSV) widmet sich vorrangig dem Breitensport. Der Verein wurde 1960 gegründet und umfasst zehn Sparten. Deren Handballabteilung gründete 1974 zusammen mit dem ETSV Weiche die SG Weiche-Handewitt, den Vorgänger der SG-Flensburg-Handewitt, der 1984 in die Handball-Bundesliga aufstieg.
Die DLRG Jarplund-Weding e. V. wurde 1965 gegründet und gehört mittlerweile mit über 650 Mitgliedern zu einer der zehn größten Ortsgruppen im DLRG Landesverband Schleswig-Holstein. Gemäß dem Motto „Vom Nichtschwimmer zum Schwimmer und vom Schwimmer zum Rettungsschwimmer“ werden in der Schwimmhalle Jarplund wöchentlich über 380 Mitglieder in 28 Übungsgruppen im Schwimmen und Rettungsschwimmen von ehrenamtlichen Ausbildern angeleitet und betreut.
Ein ebenfalls erfolgreicher Verein ist die Handewitter Schützengilde e. V. von 1960.

## Verkehrsanbindung

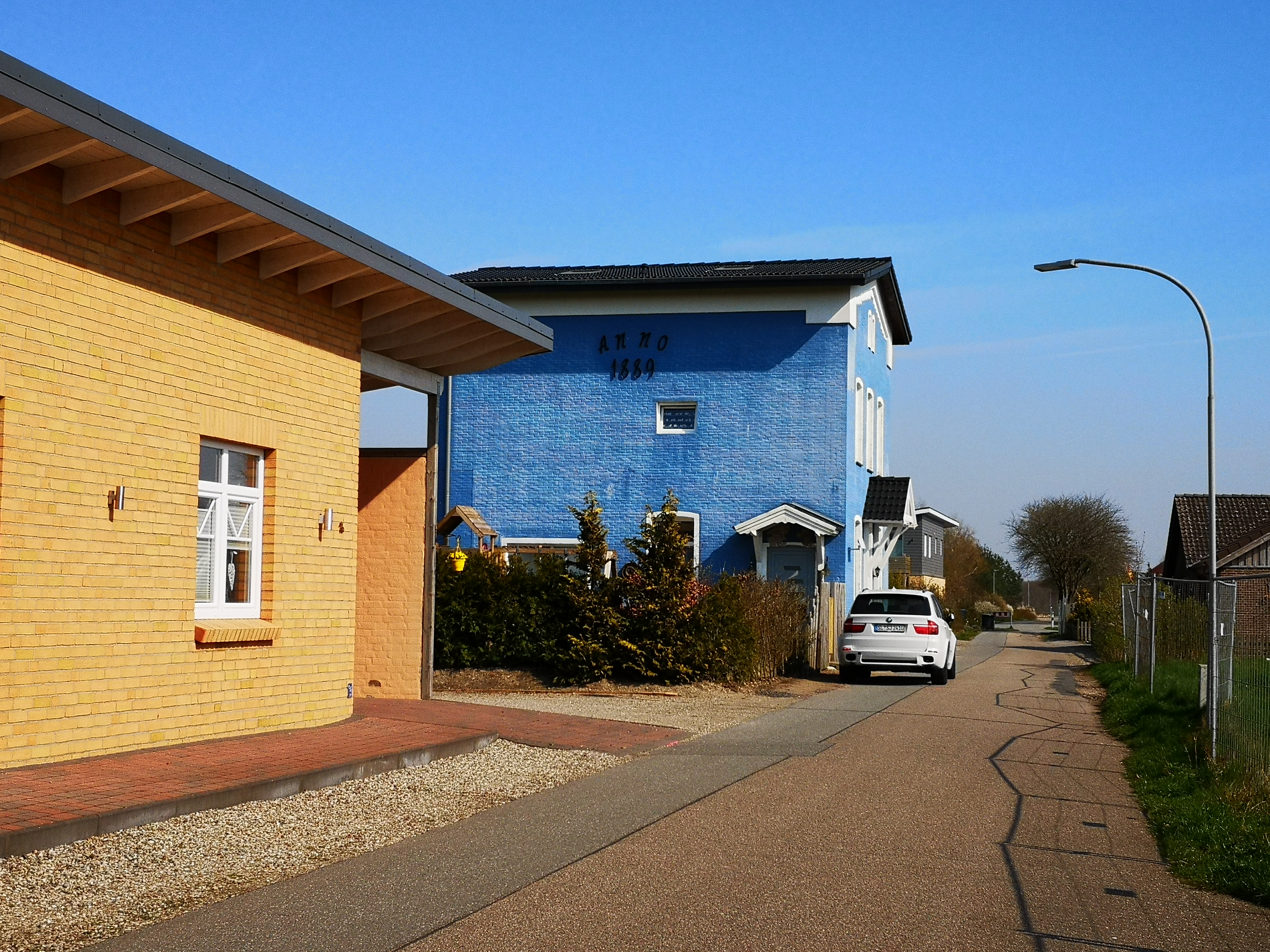
Alter Bahnhof in Handewitt, heute als Privathaus umgebaut (2019)

Die Haltepunkte Handewitt und Unaften lagen an der Bahnstrecke Flensburg-Weiche–Lindholm, die stillgelegt ist. Der SPNV wurde am 31. Mai 1981 eingestellt.
Der Nahverkehr wird per Schnellbus über die weitgehend parallele B 199 durchgeführt. Der Bus bedient jedoch die Ortschaften, eine Fahrt dauert somit länger als bis 1981 mit der Bahn und ist nicht mehr im DB-Tarif buchbar.
Die Gemeinde ist verkehrstechnisch gut erschlossen. Sie liegt unmittelbar westlich der A 7, die das Gemeindegebiet in Nord-Süd-Richtung durchquert. Die Anschlussstelle Flensburg/Harrislee als letzte Ausfahrt vor der dänischen Staatsgrenze, ebenfalls im Gemeindebereich gelegen, ist etwa drei Kilometer vom Ortsteil Handewitt entfernt. Nördlich verläuft die Bundesstraße 199 mit Verbindungen nach Schafflund und Flensburg. Südlich verläuft die Bundesstraße 200 Richtung Husum.

## Söhne und Töchter der Gemeinde
- Friedrich Breckling (1629–1711), Pastor und Autor
- Ann-Kathrin Bendixen (* 1999), Weltreisende, Influencerin und Autorin